# 596

## Nașteri
- dată necunoscută: Umm Salama soție a Mahomed (d. 681)

## Decese
- martie: Childebert al II-lea rege al Burgundiei (n. 570)